# Tabanocella zoulouensis
Tabanocella zoulouensis är en tvåvingeart som först beskrevs av Ricardo 1914.  Tabanocella zoulouensis ingår i släktet Tabanocella och familjen bromsar.
Artens utbredningsområde är Zimbabwe. Inga underarter finns listade i Catalogue of Life.